# Homicide Hunter
Homicide Hunter, född 23 mars 2012 är en amerikansk standardhäst som tävlade mellan 2014 och 2020. Han tränades under sin karriär av Curt Grummel (2014–15), Chris Oakes (2016–2018), Ron Burke (2019) och Julie Miller (2019–20).

## Karriär
Homicide Hunter tävlade mellan 2014 och 2020 och sprang in ca 1,7 miljoner dollar på 90 starter, varav 39 segrar. Han tog sina största segrar i Indiana Sire Stakes (5 x 2015), The Centaur Trotting Classic (2017), The Great Northeast Open Series (2 x 2018), Charlie Hill Memorial Trot, Allerage Farms Open Trot (2018) och Breeders Crown Open Trot (2018).

### Världsrekord och efterspel
Homicide Hunter blev internationellt uppmärksammad den 6 oktober 2018, då han slog det absoluta världsrekordet som den snabbaste travaren någonsin, då denne vunnit Allerage Farms Open Trot på tiden 1:48.4 (1.07,7). I loppet kördes han av Brian Sears. 
Hans världsrekordtid blev ifrågasatt i oktober 2021, under dopinghärvan inom nordamerikansk trav- och galoppsport. Hans tidigare tränare Chris Oakes erkände då att han köpt dopingklassade preparat, som han gett sina hästar, så att de skulle få en otillåten fördel i lopp. Enligt Oakes ska dopningen ha pågått från början av 2019 fram till att han greps i mars 2020, alltså inte under tiden som han tränade Homicide Hunter.